# Vallelado
Vallelado es un municipio y localidad española de la provincia de Segovia, en la comunidad autónoma de Castilla y León. El término municipal tiene una población de 728 habitantes (INE 2024).

## Geografía

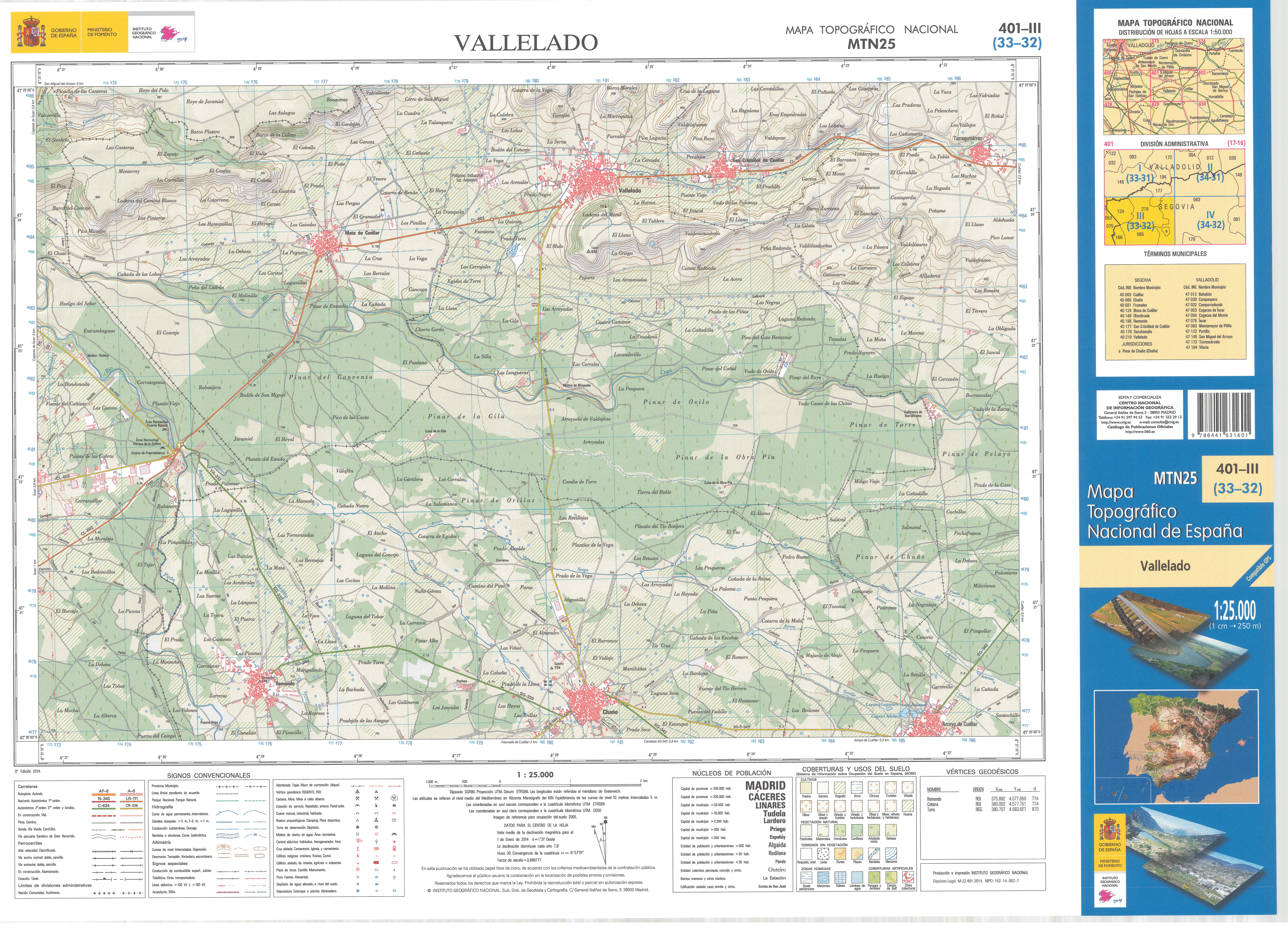
Fragmento de la hoja 401 del Mapa Topográfico Nacional de España de 2014 en el que se representa Vallelado

Su casco urbano se parapeta al abrigo del Cerro de la Bodeguilla y se instala en la margen izquierda del Arroyo del Horcajo. Dentro del casco urbano de la villa destaca su moderna iglesia parroquial de Santo Tomás Apóstol, que posee una espléndida cruz procesional de plata del siglo XVI, así como una curiosa cruz de piedra.
Vallelado es conocido a nivel nacional por sus afamados “ajos blancos”, por este motivo todos años en el mes de julio se celebra en la villa la feria del Ajo de Vallelado.
En los entornos del término de Vallelado se localiza espacio natural del río Cega, donde se puede ver la presa del antiguo salto de agua, la pesquera y el puente viejo.

### Localidades limítrofes
Limita con los municipios de Cuéllar, San Cristóbal de Cuéllar, Mata de Cuéllar y Chañe todos ellos de la provincia de Segovia y con San Miguel del Arroyo de la provincia de Valladolid. Pertenece a la Comunidad de Villa y Tierra de Cuéllar.
| Noroeste: San Miguel del Arroyo (Valladolid) | Norte: San Miguel del Arroyo (Valladolid) | Noreste: San Cristóbal de Cuéllar      |
| Oeste: Mata de Cuéllar                       |                                           | Este: San Cristóbal de Cuéllar,Cuéllar |
| Suroeste: Chañe                              | Sur: Chañe                                | Sureste: Cuéllar                       |

### Clima
De acuerdo a los datos de la tabla a continuación y a los criterios de la clasificación climática de Köppen modificada el clima de Vallelado es mediterráneo de tipo Csa.
| Parámetros climáticos promedio de Vallelado en el periodo 1969-1982 | Parámetros climáticos promedio de Vallelado en el periodo 1969-1982 | Parámetros climáticos promedio de Vallelado en el periodo 1969-1982 | Parámetros climáticos promedio de Vallelado en el periodo 1969-1982 | Parámetros climáticos promedio de Vallelado en el periodo 1969-1982 | Parámetros climáticos promedio de Vallelado en el periodo 1969-1982 | Parámetros climáticos promedio de Vallelado en el periodo 1969-1982 | Parámetros climáticos promedio de Vallelado en el periodo 1969-1982 | Parámetros climáticos promedio de Vallelado en el periodo 1969-1982 | Parámetros climáticos promedio de Vallelado en el periodo 1969-1982 | Parámetros climáticos promedio de Vallelado en el periodo 1969-1982 | Parámetros climáticos promedio de Vallelado en el periodo 1969-1982 | Parámetros climáticos promedio de Vallelado en el periodo 1969-1982 | Parámetros climáticos promedio de Vallelado en el periodo 1969-1982 |
| Mes | Ene.                                                                | Feb.                                                                | Mar.                                                                | Abr.                                                                | May.                                                                | Jun.                                                                | Jul.                                                                | Ago.                                                                | Sep.                                                                | Oct.                                                                | Nov.                                                                | Dic.                                                                | Anual                                                               |
| --- | ------------------------------------------------------------------- | ------------------------------------------------------------------- | ------------------------------------------------------------------- | ------------------------------------------------------------------- | ------------------------------------------------------------------- | ------------------------------------------------------------------- | ------------------------------------------------------------------- | ------------------------------------------------------------------- | ------------------------------------------------------------------- | ------------------------------------------------------------------- | ------------------------------------------------------------------- | ------------------------------------------------------------------- | ------------------------------------------------------------------- |
| Temp. media (°C) | 5.7                                                                 | 7.8                                                                 | 9.7                                                                 | 12.0                                                                | 16.0                                                                | 20.7                                                                | 22.8                                                                | 22.8                                                                | 20.2                                                                | 14.7                                                                | 9.0                                                                 | 6.2                                                                 | 14.0                                                                |
| Precipitación total (mm) | 55.7                                                                | 44.9                                                                | 40.6                                                                | 36.8                                                                | 52.2                                                                | 39.5                                                                | 25.8                                                                | 12.4                                                                | 26.3                                                                | 37.9                                                                | 43.2                                                                | 51.7                                                                | 467.0                                                               |
| Fuente: Ministerio de Agricultura, Alimentación y Medio Ambiente. Datos de precipitación para el periodo 1969-1982 y de temperatura para el periodo 1971-1982 en Vallelado. |                                                                     |                                                                     |                                                                     |                                                                     |                                                                     |                                                                     |                                                                     |                                                                     |                                                                     |                                                                     |                                                                     |                                                                     |                                                                     |

## Historia
La antigüedad de la población del término se remonta, al menos a la primera Edad de Hierro. A mediados del siglo XIII Vallelado respondía al nombre compuesto de Sancto Thome de Valelado, posteriormente su nombre evolucionaría al de Vallehelado.
En el pago del Torrejón se sabe que en época medieval existió una torre defensiva, de la que hoy tan solo queda el recuerdo, así como varios despoblados de época medieval: Cardedal de Torre, Ovilo, Torre de don Velasco y Val Farco.
A mediados del siglo XIX, el lugar tenía contabilizada una población de 392 habitantes. Aparece descrito en el decimoquinto volumen del Diccionario geográfico-estadístico-histórico de España y sus posesiones de Ultramar de Pascual Madoz de la siguiente manera:

VALLE-HELADO ó VALLELADO: l. con ayunt. de la prov. y dióc. de Segovia (11 leg,), part. jud. de Cuellar (2 1/2), aud. terr. de Madrid (26), c. g. de Castilla la Nueva: sit. en las inmediaciones de un pequeño arroyo que desemboca en el r. Cega; le combaten todos los vientos y su clima es mediano. Tiene 95 casas de inferior y mediana construccion distribuidas en varias calles y una plaza; casa de ayunt., cárcel, escuela de primeras letras y una igl. parr. (Sto. Tomás Apóstol) con curato de entrada y de provision ordinaria; ademas de la igl. existe un oratorio público, que perteneció á los PP. Gerónimos de la Armedilla. Confina el térm. con los de Torregutierrez, La Torre, La Mata de Cuellar y San Cristóbal de Cuellar, y comprende bastante monte y diferentes prados con medianos pastos. Le cruza el referido arroyo, cuyas aguas utilizan los vec. para el uso de los ganados. El terreno es de mediana calidad. caminos: de herradura y vecinales. El correo se recibe en la cab. del part. prod.: trigo, cebada, mucha leña y pastos; mantiene ganado lanar y cria caza menor. pobl.: 107 vec., 392 alm. cap. imp.: 65,165 rs. contr.: 20'72 por 100.
(Madoz, 1849, p. 599)

## Demografía
Cuenta con una población de 728 habitantes (INE 2024).
| Gráfica de evolución demográfica de Vallelado entre 1842 y 2021                                                       |
| |
| Población de derecho según los censos de población del INE. Población de hecho según los censos de población del INE. |

## Administración y política
| Periodo   | Nombre                                                           | Partido       |
| --------- | ---------------------------------------------------------------- | ------------- |
| 1979-1983 | Luis Baeza González                                              | UCD           |

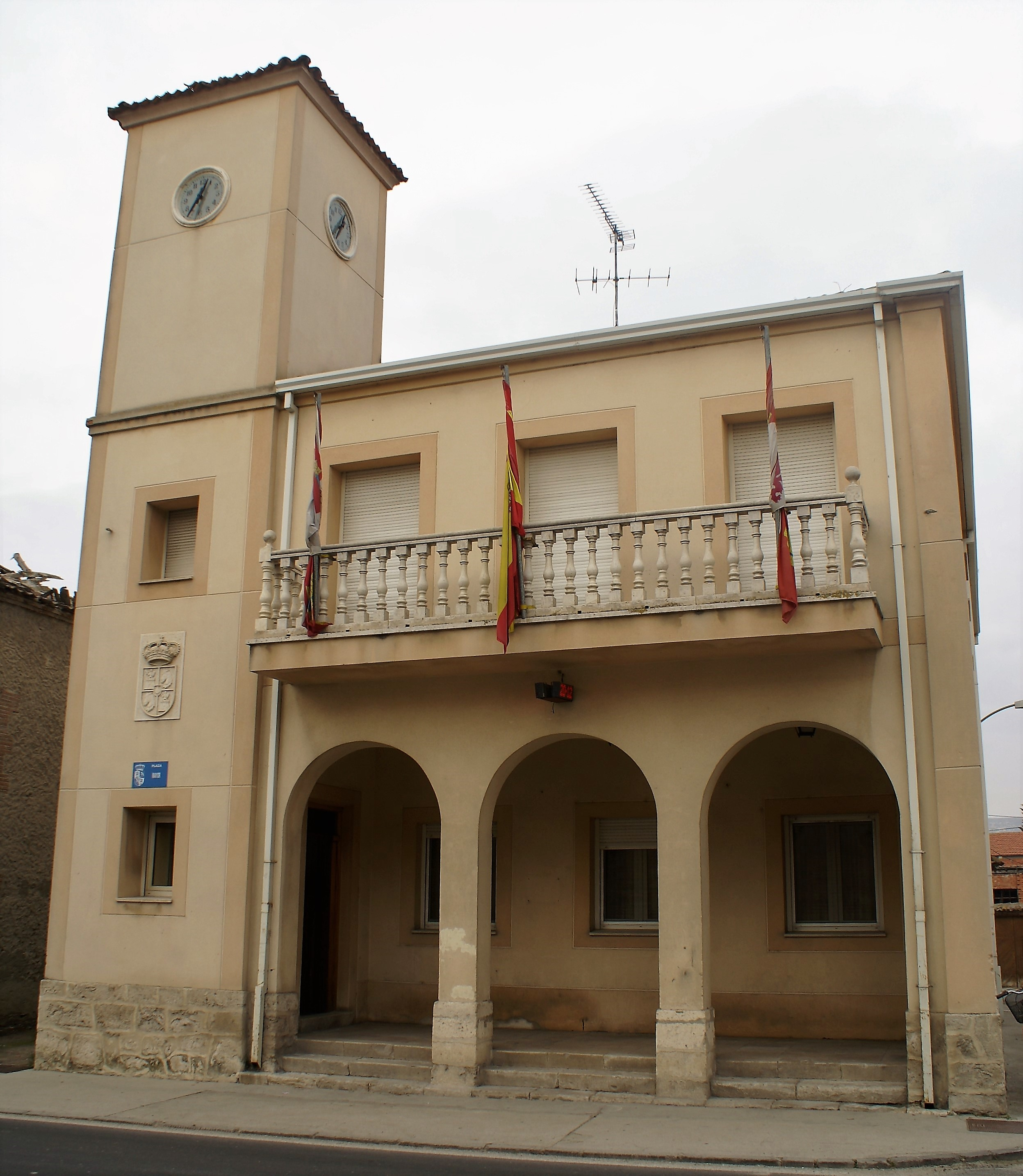
Casa consistorial

| 1983-1987 | José Luis Fraile Gutiérrez                                       | AP-PDP-UL     |
| 1987-1991 | José María Fraile Sanz                                           | AP            |
| 1991-1995 | Tomás Arranz Pascual                                             | CDS           |
| 1995-1999 | José Luis Garrido Magdaleno                                      | PP            |
| 1999-2003 | José Luis Garrido Magdaleno                                      | PP            |
| 2003-2007 | José Luis Garrido Magdaleno                                      | Independiente |
| 2007-2011 | José Luis Garrido Magdaleno                                      | PP            |
| 2011-2015 | Rebeca Cobos Fraile                                              | PP            |
| 2015-2019 | Rebeca Cobos Fraile (2015-2017)Ángel del Ser Pascual (2017-2019) | PP            |
| 2019-2023 | Ángel del Ser Pascual                                            | PP            |
| 2023-act. | Ángel del Ser Pascual                                            | PP            |

## Patrimonio
- Iglesia parroquial de Santo Tomás.
- La casa grande, con origen en los frailes Jerónimos.
- Paraje del Torrejón, con restos de una torre defensiva medieval.
- La Cilla, antigua casona restaurada.[8]
- Molino reconvertido en central hidroeléctrica y presa del Molino Minguela, ambos con más de cuatro siglos.[9][10]

## Cultura

### Fiestas
- Santa Águeda, el 5 de febrero.
- San Isidro, el 15 de mayo.

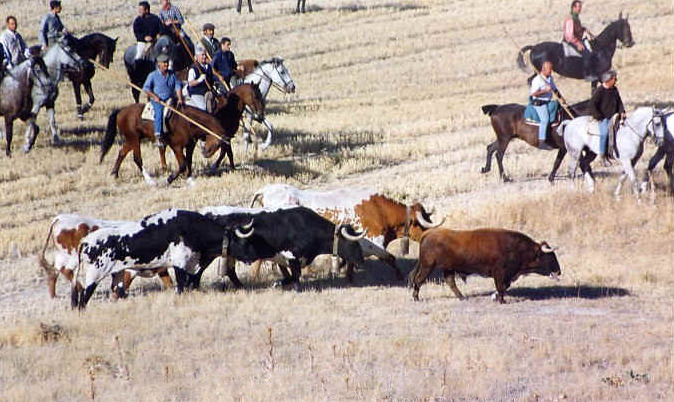
Encierros camperos

- Santo Tomás Apóstol, el primer domingo de julio.
- Exaltación de la Cruz, el 14 de septiembre.

### Gastronomía
Sin duda, el producto típico por excelencia de la localidad es el ajo. Desde el año 2008, la Asociación del Ajo de Vallelado trabaja en la conservación y promoción de esta variedad autóctona que goza de gran prestigio a nivel nacional. Dentro de las citas gastronómicas destaca el concurso de tapas de San Isidro o el tradicional 'lunes de las patatas' en el que todos los vecinos se reúnen a degustar una caldereta, tras un intenso fin de semana de celebración de las fiestas de la Exaltación de la Cruz.

## Deportes
- Juego de Pelota segoviana, similar a otros juegos de pelota, este tenía su origen en la preparación física de caballeros para la guerra y fue muy popular en la provincia de Segovia y aunque hoy casi se encuentra desaparecido, aquí existe el Club Pelota Vallelado que continúa con el deporte tradicional adaptado a las modalidades modernas.[11][12]